# Hollandsche Bank-Unie
Hollandsche Bank-Unie was een bankbedrijf dat werd opgericht in 1914 en in 2010 werd overgenomen door Deutsche Bank.

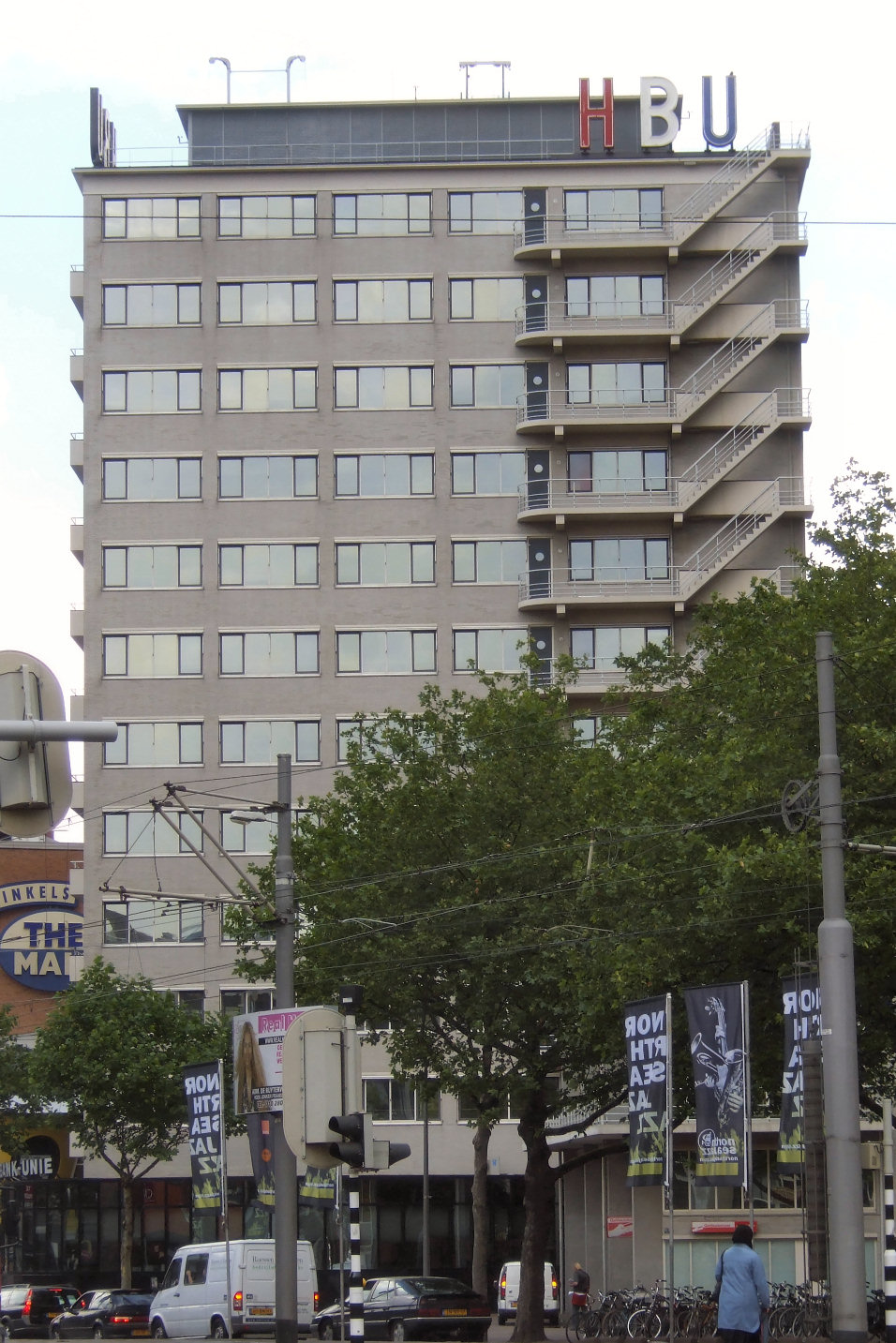
Het Erasmushuis in Rotterdam waarin HBU gevestigd was (2007)

## Ontstaan
De Hollandsche Bank-Unie werd in 1914 opgericht als de N.V. Hollandsche Bank voor Zuid-Amerika op initiatief van de Rotterdamsche Bankvereeniging en met medewerking van verschillende andere instellingen en firma’s, die belang hadden bij een gunstige ontwikkeling van het handels-, geld- en wisselverkeer tussen Nederland en de Zuid-Amerikaanse staten. 

## Ontwikkeling
Na 1918 volgen uitbreidingen naar landen rond de Middellandse Zee. In 1933 verandert de naam in de Hollandsche Bank-Unie N.V. (HBU). In 1939 en 1941 neemt de bank enkele kleine lokale banken over. Het zwaartepunt van de activiteiten van de HBU blijft in Zuid-Amerika liggen, waar de bank zich vooral richtte op im- en exportfinanciering van internationale goederenhandel en het afwikkelen van transacties in vreemde valuta en arbitragezaken. 

## ABN
In 1967 wordt de bank overgenomen door de Algemene Bank Nederland (ABN) en in 1991 volgt de fusie van ABN en AMRO. HBU is een volle dochteronderneming van ABN AMRO, maar opereert onder haar eigen naam en met een zelfstandige bankvergunning. 
Op 20 oktober 2009 werd de verkoop aan Deutsche Bank bekend, het afstoten maakte mogelijk dat ABN AMRO fuseerde met Fortis. Eurocommissaris Neelie Kroes had dit als voorwaarde gesteld. In 2010 kwam daardoor een definitief einde aan bankieren onder de naam Hollandsche Bank-Unie.